# Callizonella incognita
Callizonella incognita är en ringmaskart som beskrevs av Rullier 1964. Callizonella incognita ingår i släktet Callizonella och familjen Alciopidae. Inga underarter finns listade i Catalogue of Life.